# PANORAMA (蒼山幸子の曲)
「PANORAMA」（パノラマ）は、蒼山幸子の楽曲。2020年11月12日に配信限定シングルとして発売された。

## 解説
- 編曲はシナリオアートのハヤシコウスケが担当。

## 収録曲
1. PANORAMA 4分23秒
  - 作詞／作曲：蒼山幸子